# 马克洛迪奥
马克洛迪奥（義大利語：Maclodio），是意大利布雷西亚省的一个市镇。总面积5平方公里，人口1502人，人口密度300.4人/平方公里（2009年）。国家统计（ISTAT）代码为017097。